# Albert Préjean
Pour les articles homonymes, voir Préjean.
Albert Préjean est un acteur et chanteur français, né le 27 octobre 1894 à Pantin (aujourd'hui en Seine-Saint-Denis) et mort le 1er novembre 1979 dans le 16e arrondissement de Paris.

## Biographie

### Origines et jeunesse
Albert Préjean naît le 27 octobre 1894 au 12, rue Lapérouse à Pantin (alors dans le département de la Seine), sous le nom d'Albert Hamon, d'Aimé Louis Alexandre Préjean et de Marie Augustine Hamon,. Il change de nom de famille après sa légitimation par son père et devient officiellement Albert Préjean.
Il est aviateur pendant la Première Guerre mondiale, membre de l'escadrille des Cigognes aux côtés de Guynemer, ce qui lui vaut d'être décoré de la croix de guerre et de la Légion d'honneur. Plus tard, il participera à l'émission de Charles Ford Cinquante ans de cinéma aux armées : dans les airs

### Carrière

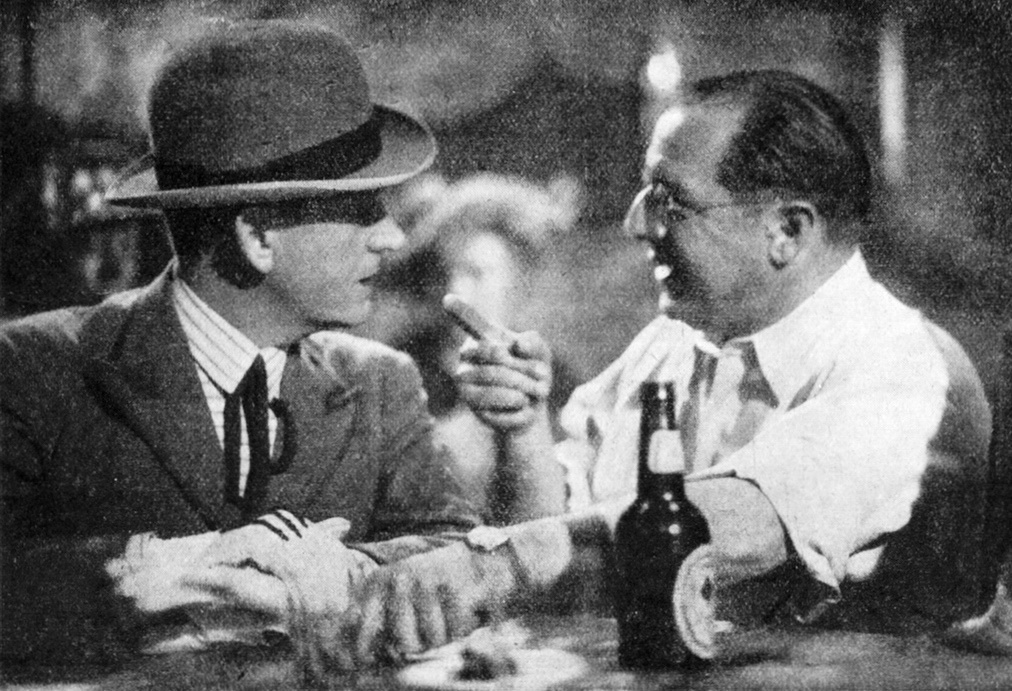
Albert Préjean et le réalisateur Georg Wilhelm Pabst sur le tournage de L'Opéra de quat'sous (1931).

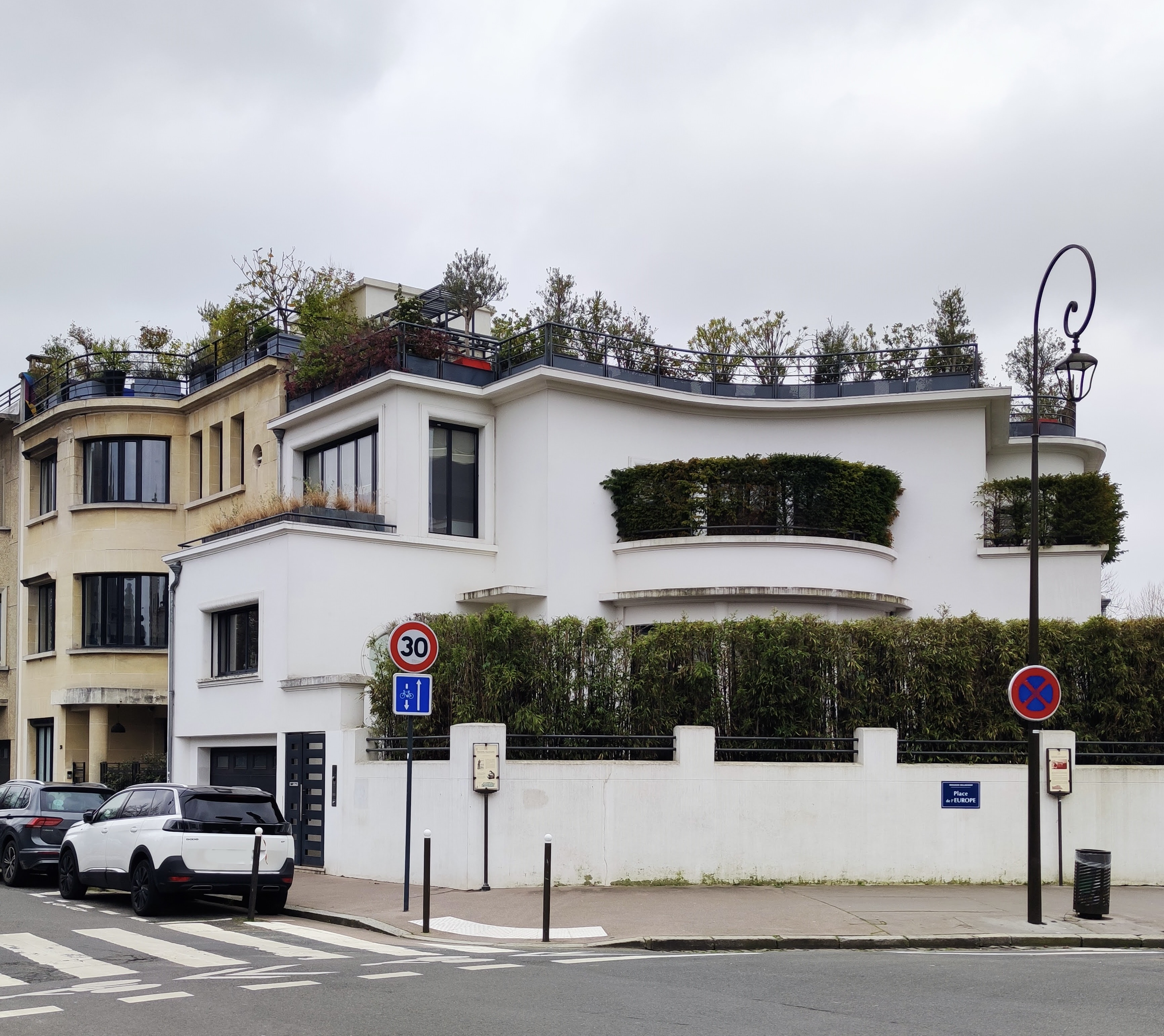
Hôtel particulier édifié par Albert Préjean à Boulogne, rue de la Tourelle.

Albert Préjean tourne ses cinq premiers films avec Henri Diamant-Berger, entre 1921 et 1923. Il incarne vite le jeune premier issu du peuple, généreux, fort et sans complication. Il contraste ainsi avec Jean Murat ou Pierre Richard-Willm, qui représentent plutôt des jeunes gens aisés. En 1929, il réalise un unique film, un moyen métrage, L'Aventure de Luna-Park, avec Danièle Parola.
En 1930, c'est tout naturellement qu'il tourne Sous les toits de Paris sous la direction de René Clair, où il chante la chanson titre. Chanteur très populaire, il chante aussi de nombreux autres succès des années 1930 : Comme de bien entendu, La Valse à Dédé de Montmartre, Une java, Amusez-vous, Dans la vie faut pas s'en faire, La crise est finie, Si l'on ne s'était pas connu.
En 1937, l’acteur se fait construire un hôtel particulier par les architectes Marcel-Victor Guilgot et Marcel Dalmas au 24, rue de la Tourelle à Boulogne.
Pendant la Seconde Guerre mondiale, il continue à tourner et incarne notamment le commissaire Maigret. En mars 1942, il fait partie du groupe d'acteurs qui, à l'invitation des Allemands, visitent les studios cinématographiques de Berlin, aux côtés de René Dary, Junie Astor, Viviane Romance, Suzy Delair et Danielle Darrieux,. En août 1943, avec quelques artistes français dont Loulou Gasté, Raymond Souplex, Édith Piaf, Viviane Romance, et d'autres, Albert Préjean pose devant la Porte de Brandebourg à Berlin, à l'occasion d'un voyage censé promouvoir la chanson française, organisé par la Propagandastaffel. L'historien Marc Ferro, dans son livre Pétain (1987), cite Albert Préjean, avec d'autres : « Désormais les chanteurs et les comédiens partent en Allemagne se faire applaudir [...]. On voit encore sur les photographies de l'époque leurs visages radieux [...] ». Lors de l'Épuration, il est incarcéré pendant quelques semaines. Il continue à tourner après la guerre, mais sa carrière ne retrouvera jamais son lustre d'avant-guerre.
En 1957, il est Monsieur Loyal dans le premier cirque Jean Richard.

### Vie privée

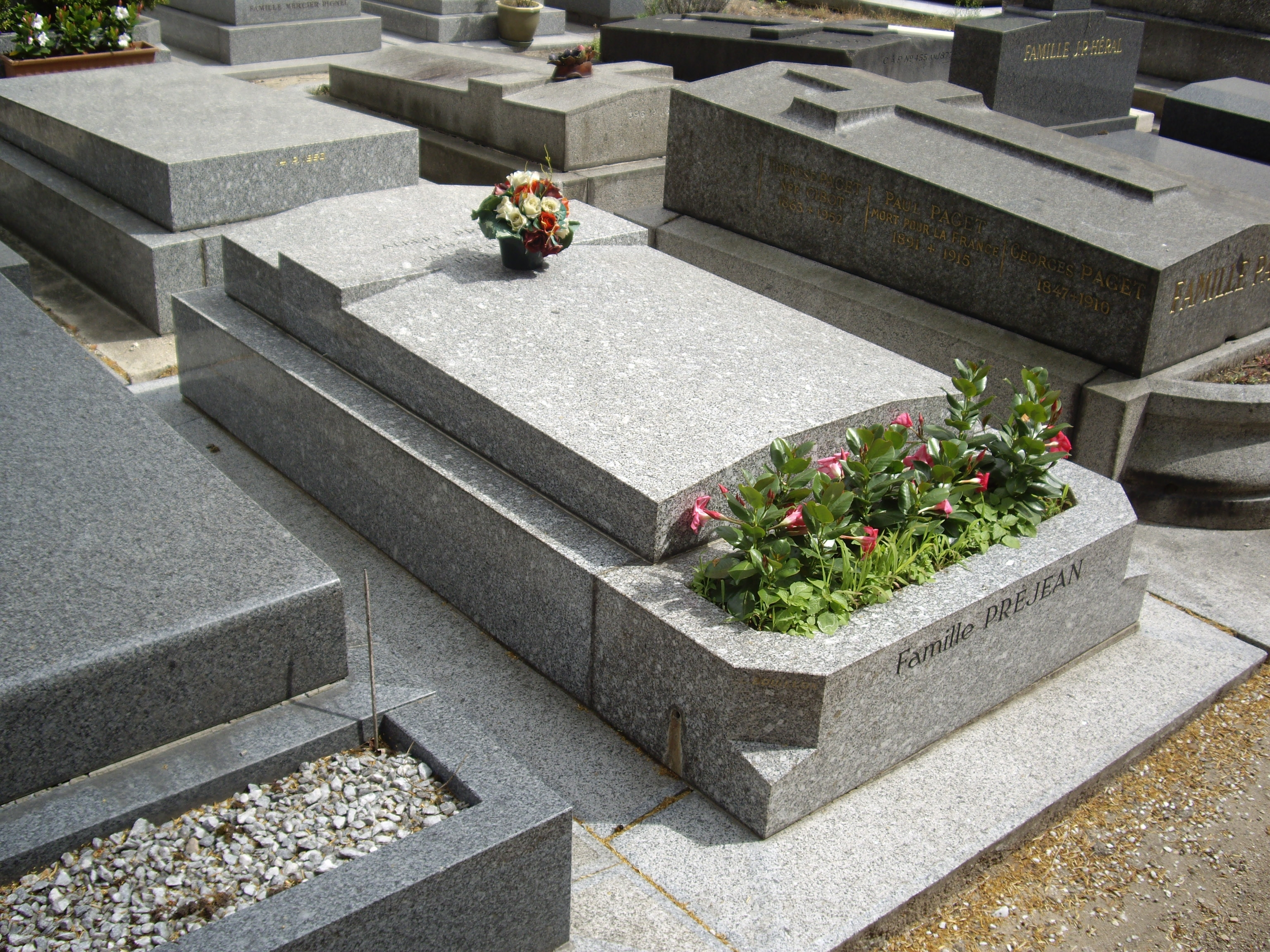
Tombe d'Albert et Jeanne Préjean (née Poché) au cimetière d'Auteuil.

De 1940 à 1948, Albert Préjean est marié à Lysiane Rey, avec laquelle il a un fils, Patrick Préjean, né en 1944.
Il est ensuite marié à Jeanne Yvonne Poché, née en 1913, jusqu'à sa mort en 1979,.
Albert Préjean a confié ses souvenirs à son fils Patrick, dans un livre paru en 1979.

### Mort
Albert Préjean meurt d'une crise cardiaque le 1er novembre 1979 dans le 16e arrondissement de Paris, à son domicile au 105 du boulevard Murat. 
Il est enterré au cimetière d'Auteuil à Paris. Sa dernière épouse, Jeanne Yvonne Poché, morte en janvier 1986 également dans le 16e arrondissement de Paris,, repose à ses côtés.

## Filmographie

### Années 1910
- 1911 : Une mariée qui se fait attendre de Louis Gasnier

### Années 1920
- 1921 : Les Trois Mousquetaires d'Henri Diamant-Berger
- 1922 : Vingt Ans après d'Henri Diamant-Berger
- 1922 : Le Mauvais Garçon d'Henri Diamant-Berger
- 1922 : Gonzague d'Henri Diamant-Berger : la Chambotte
- 1923 : Jim Bougne, boxeur d'Henri Diamant-Berger
- 1923 : Le Roi de la vitesse d'Henri Diamant-Berger : un pilote
- 1923 : Le Costaud des Épinettes de Raymond Bernard
- 1923 : Grandeur et décadence de Raymond Bernard
- 1924 : Le miracle des loups de Raymond Bernard - sonorisé en 1930 : un soldat
- 1924 : L'Homme inusable de Raymond Bernard
- 1924 : Le Fantôme du Moulin-Rouge de René Clair : Jean Degland, le reporter
- 1925 : Paris qui dort de René Clair : le pilote
- 1925 : La Justicière de Maurice de Marsan et Maurice Gleize
- 1925 : Le Voyage imaginaire de René Clair
- 1925 : Amour et Carburateur de Pierre Colombier : Bégonia
- 1926 : Le Bouif errant de René Hervil
- 1927 : La Proie du vent de René Clair (uniquement coopérateur technique pour les séquences d'aviation)
- 1927 : Le Joueur d'échecs de Raymond Bernard
- 1927 : Éducation de prince d'Henri Diamant-Berger
- 1927 : Le Chauffeur de Mademoiselle d'Henri Chomette
- 1928 : Un chapeau de paille d'Italie de René Clair : Fadinard
- 1928 : Les Nouveaux Messieurs de Jacques Feyder
- 1928 : Verdun, visions d'histoire de Léon Poirier
- 1929 : Le Requin d'Henri Chomette : le capitaine
- 1929 : Fécondité d'Henri Étiévant et Nicolas Evreïnoff

### Années 1930
- 1930 : Sous les toits de Paris de René Clair : Albert
- 1931 : L'Opéra de quat'sous de Georg Wilhelm Pabst : Mackie
- 1931 : Un soir de rafle de Carmine Gallone : Georget
- 1931 : Le Joker d'Erich Waschneck
- 1931 : Le Chant du marin de Carmine Gallone
- 1932 : L'Amoureuse Aventure de Wilhelm Thiele : Marcel Touzet
- 1932 : L'Amoureuse Aventure de Wilhelm Thiele - version allemande du film précédent -
- 1932 : Rivaux de la piste de Serge de Poligny : Willy Streblow
- 1932 : Voyage de noces d'Erich Schmidt et Germain Fried
- 1932 : Un fils d'Amérique de Carmine Gallone
- 1933 : Théodore et Cie de Pierre Colombier : Théodore
- 1933 : Toto de Jacques Tourneur
- 1933 : Les Bleus du ciel d'Henri Decoin
- 1933 : Caprice de princesse de Karl Hartl et Henri-Georges Clouzot : André Méry
- 1933 : Volga en flammes de Victor Tourjansky avec Danielle Darrieux : Orloff
- 1934 : La crise est finie de Robert Siodmak avec Danielle Darrieux : Marcel
- 1934 : Le Paquebot Tenacity de Julien Duvivier
- 1934 : L'Or dans la rue de Curtis Bernhardt avec Danielle Darrieux : Albert Perret
- 1934 : Le Secret d'une nuit de Félix Gandéra : Sylvain Renaud
- 1935 : Dédé de René Guissart avec Danielle Darrieux : Robert Dauvergne
- 1935 : Le Contrôleur des wagons-lits de Richard Eichberg avec Danielle Darrieux : Bernard
- 1935 : Moïse et Salomon parfumeurs d'André Hugon : André
- 1935 : Lune de miel de Pierre-Jean Ducis
- 1935 : Princesse Tam Tam de Edmond T. Gréville : Max de Mirecourt
- 1935 : Paris Camargue de Jack Forrester
- 1935 : Quelle drôle de gosse de Léo Joannon avec Danielle Darrieux : Gaston Villaret
- 1935 : L'Auberge du petit dragon de Jean de Limur : Albert
- 1936 : Jenny de Marcel Carné : Lucien Dancret
- 1937 : À Venise, une nuit de Christian-Jaque
- 1937 : Neuf de trèfle de Lucien Mayrargue
- 1937 : L'Alibi de Pierre Chenal : l'inspecteur, André Laurent
- 1937 : Mollenard de Robert Siodmak : Louis Kerrotret
- 1937 : La Fessée de Pierre Caron
- 1938 : La Rue sans joie d'André Hugon : Jean Dumas
- 1938 : La Piste du sud de Pierre Billon : le lieutenant Naud
- 1938 : La Vie des artistes de Bernard Roland - Simple participation -
- 1938 : L'Inconnue de Monte-Carlo d'André Berthomieu
- 1938 : Métropolitain de Maurice Cam
- 1939 : Place de la Concorde de Karel Lamač
- 1939 : Nord-Atlantique de Maurice Cloche
- 1939 : L'Or du Cristobal de Jacques Becker : Dupuy, le second
- 1939 : Dédé la musique d'André Berthomieu
- 1939 : Pour le maillot jaune de Jean Stelli

### Années 1940
- 1941 : Caprices de Léo Joannon avec Danielle Darrieux : Philippe
- 1941 : L'Étrange Suzy de Pierre-Jean Ducis
- 1942 : Picpus de Richard Pottier : le commissaire Maigret
- 1943 : La Vie de plaisir d'Albert Valentin : Albert Maulette
- 1943 : Au bonheur des dames d'André Cayatte : Octave Mouret
- 1944 : Cécile est morte de Maurice Tourneur : le commissaire Maigret
- 1944 : Les Caves du Majestic de Richard Pottier : Jules  Maigret
- 1946 : L'assassin n'est pas coupable de René Delacroix : Julien Brisseau, le scénariste
- 1946 : La Kermesse rouge de Paul Mesnier : Claude Sironi
- 1946 : Le Secret du Florida de Jacques Houssin
- 1946 : L'Homme de la nuit de René Jayet
- 1947 : La Grande Volière de Georges Péclet
- 1948 : L'Idole d'Alexander Esway
- 1948 : Les Frères Bouquinquant de Louis Daquin : Léon
- 1948 : Piège à hommes de Jean Loubignac
- 1948 : Les anges sont parmi nous de William Magnin et Émile-Georges De Meyst

### Années 1950 et 1960
- 1949 : Les Nouveaux Maîtres de Paul Nivoix
- 1951 : Ils sont dans les vignes de Robert Vernay
- 1951 : Le Désir et l'Amour d'Henri Decoin : le régisseur général
- 1954 : Casse-cou, mademoiselle de Christian Stengel : Evrard
- 1955 : Chéri-Bibi de Marcello Pagliero
- 1955 : Un missionnaire de Maurice Cloche
- 1955 : Les Amants du Tage d'Henri Verneuil (non crédité)
- 1956 : Le Circuit de minuit d'Ivan Govar
- 1957 : Adorables Démons de Maurice Cloche : Ernest
- 1957 : Paris Music Hall de Stany Cordier
- 1960 : Une nuit à Monte-Carlo de Georg Jacoby
- 1962 : Bonne chance, Charlie de Jean-Louis Richard

### Courts métrages
- 1929 : L'Aventure de Luna-Park d'Albert Préjean
- 1929 : Bluff de Georges Lacombe
- 1929 : C'est à boire..., court métrage de chansons
- 1929 : Le manque de mémoire de Henri Chomette
- 1929 : Pour passer le temps, court métrage de chansons

## Théâtre
- 1952 : Sans cérémonie de Jacques Vilfrid et Jean Girault, théâtre Daunou